# 이종준 (1907년)
이종준(李鍾駿, 일본식 이름:  岩村鍾駿, 1907년 경북 월성 ~ 1965년 3월 16일)은 일제강점기의 관료이며, 대한민국의 교육인, 정치인이다. 제4대 국회의원을 역임했다.

## 약력
- 대구공립고등보통학교 졸업
- 경성제국대학 철학과 학사
- 황해도 서흥군 군수
- 부산중학교 교장
- 부산 개성중학교 교장
- 경동중학교 교장
- 자유당 중앙위원

## 사후
- 2008년 : 민족문제연구소의 친일인명사전 수록예정자 명단 관료 부문 선정

## 역대 선거 결과
| 실시년도 | 선거   | 대수 | 직책     | 선거구         | 정당   | 득표수  | 득표율          | 순위 | 당락 | 비고 |
| -------- | ------ | ---- | -------- | -------------- | ------ | ------- | --------------- | ---- | ---- | ---- |
| 1958년   | 총선   | 4대  | 국회의원 | 경북 월성군 을 | 자유당 | 8,797표 | \| \| 23.94% \| | 1위  |      | 초선 |
|          | 23.94% |      |          |                |        |         |                 |      |      |      |